# Petrobia haematoxylon
Petrobia haematoxylon är en spindeldjursart som beskrevs av Meyer 1987. Petrobia haematoxylon ingår i släktet Petrobia och familjen Tetranychidae. Inga underarter finns listade i Catalogue of Life.